# Periptera ctenotricha
Periptera ctenotricha är en malvaväxtart som beskrevs av P.A. Fryxell. Periptera ctenotricha ingår i släktet Periptera och familjen malvaväxter. Inga underarter finns listade i Catalogue of Life.